# Шатобријан
Шатобријан (фр. Châteaubriant) насеље је и општина у западној Француској у региону Лоара, у департману Атлантска Лоара која припада префектури Шатобријан.
По подацима из 2011. године у општини је живело 12.007 становника, а густина насељености је износила 357,14 становника/km². Општина се простире на површини од 33,62 km². Налази се на средњој надморској висини од 70 метара (максималној 107 m, а минималној 48 m).

## Демографија
| 1962.  | 1968.  | 1975.  | 1982.  | 1990.  | 1999.  | 2011.  |
| ------ | ------ | ------ | ------ | ------ | ------ | ------ |
| 10.852 | 11.986 | 13.231 | 14.023 | 12.783 | 12.065 | 12.007 |

График промене броја становника у току последњих година